# Konstantinos Stivachtis
Konstantinos Stivachtis (* 22. Mai 1980 in Athen) ist ein griechischer Volleyballspieler. Er spielt auf der Position Zuspiel.

## Erfolge Verein
Griechischer Meister:
- 2018, 2019, 2021[4]
- 2017, 2020
- 2006, 2012, 2016

Griechischer Ligapokal:
- 2016, 2017, 2018, 2019

Griechischer Pokal:
- 2016, 2017, 2022

Challenge Cup:
- 2018

## Erfolge Nationalmannschaft
Mittelmeerspiele:
- 2018